# 元景仲
元景仲（？—549年8月9日），河南郡洛阳县（今河南省洛阳市东）人，魏道武帝拓跋珪的后裔，南梁侍中、太尉，领军师将军、宋襄厉王元法僧之子，北魏宗室，南梁官员。

## 生平
北魏孝昌元年（525年）正月庚申（525年2月22日），元法僧杀行台高谅，自称皇帝，改年号天启，册立自己的儿子们为王。北魏发兵讨伐，元法僧派元景仲前往南梁投降。三月己巳（525年5月2日），南梁任命元景仲的哥哥元景隆为衡州刺史，元景仲为广州刺史。元景仲在南梁被封为枝江县公，食邑一千户，被授任侍中、右卫将军。中大通三年（531年），元景仲增封食邑总计二千户，还被赐予女乐一部，外任持节、都督广越等十三州诸军事、宣惠将军、平越中郎将、广州刺史。中大通三年冬，南梁乐山侯萧正则招纳诱惑亡命之徒，将要袭击番禺县，没到约定的时期就事发，于是击鼓进攻广州州城，元景仲命令长史元孝深讨伐，将萧正则斩首。
中大通四年二月壬寅（532年2月28日），南梁册立元法僧为东魏皇帝，以通直常侍元景仲为青州刺史，封平昌郡王，随元法僧北还。
大同年间，南梁征召元景仲担任侍中、左卫将军，继哥哥元景隆之后担任广州刺史。太清二年（548年）冬，侯景发动叛乱，西江督护陈霸先将要起兵前往讨伐，侯景以元景仲是元氏族人，送信诱惑他，许诺奉他为国主。元景仲因此依附于侯景，起兵将要响应侯景，阴谋进攻陈霸先。陈霸先知道后，与成州刺史王怀明、行台选郎殷外臣等人在南海郡集中兵力进攻元景仲，迅速传送檄文向元景仲部下宣示说：“朝廷以元景仲与贼寇联合，图谋危害国家，如今派曲江公萧勃为刺史，镇抚此州，军队已到朝亭。”众人听说后，都弃甲逃散。太清三年七月甲寅（549年8月9日），元景仲上吊而死。